# Metge del Poble de l'URSS
El títol de Metge del Poble de l'URSS (en rus Народный врач СССР, Narodni vratx SSSR) va ser un títol de distinció soviètic creat per Leonid Bréjnev el 25 d'octubre de 1977, publicat a la Gaseta del Soviet Suprem de la Unió Soviètica núm. 44 de 1977. El seu reglament es modificà i confirmà mitjançant el Decret de la Presidència del Soviet Suprem de l'URSS de 22 d'agost de 1988. Després de la dissolució de la Unió Soviètica el 1990, el títol no va desaparèixer, i el 30 de desembre de 1995, mitjançant Decret de la Presidència de la Federació Russa, s'establí el títol de Metge Meritori de la Federació Russa.
Era atorgat per la Presidència del Soviet Suprem de l'URSS, en representació del Ministeri de la Sanitat Pública de l'URSS. Als nomenats «Metges del Poble de l'URSS» se'ls concedia el diploma de la Presidència del Soviet Suprem, així com la insígnia i el certificat corresponents.
Era atorgada als metges dels cossos mèdics, infermeries, policlíniques, maternitats, hospitals i altres establiments mèdics, sanitaris i profilàctics de la sanitat pública que haguessin aportat una gran tasca en el desenvolupament de la sanitat pública i que haguessin manifestat una mestria professional especial, unes altes qualitats morals i abnegació en el desenvolupament de l'activitat professional.
La insígnia penja a la dreta del pit, i s'instal·la pel damunt de la resta de títols i ordes, al costat de la insígnia d'Heroi de la Unió Soviètica.
Es concedí per primera vegada el 9 d'agost de 1978 a 5 persones:
- Víktor Nikolàievitx Vasilenko
- Liudmila Vasílievna Ievstràtova
- Víktor Mikhàilovitx Ilín
- Liudmila Nilolàievna Mikhàilova
- Zaguipa Madíevna Madíeva

La darrera concessió va ser el 20 de desembre de 1991, al doctor Vitali Prokópievitx Serguèiev, d'Oix, a l'RSS del Kirguizstan.

## Disseny
Està fabricada en tombac daurat i té una forma circa quadrangular. Fa 22,5 mm per 23,5 mm.
A la part central hi ha la inscripció «Народный врач СССР» («Metge del Poble de l'URSS») en 3 fileres. A sota, apareixen la Copa d'Higiea a l'esquerra i una branca de llorer. Tot és en relleu, i les lletres són convexes.
Penja d'un galó de seda vermell, de 18 mm x 21 mm. La cinta s'uneix a la medalla amb un passador llis amb la falç i el martell al centre.